# سفسار
كانت سفسار مدينة رومانية، واحدة من العديد من المدن الرومانية في شمال إفريقيا. تلاشت سفسار مع الفتح الإسلامي للمغرب العربي. تم تحديد الموقع مبدئيًا بأطلال في عمورة في الجزائر الحديثة.

الإمبراطورية الرومانية - موريتانيا القيصيرية (125 م)

كانت سفسار أيضًا مقرًا لأسقفية قديمة، مطران قيصرية موريطنية (شرشال الحديثة).
كان أسقفها، أوربانوس، أحد الأساقفة الكاثوليك الذين استدعاه ملك أريان فاندال هونيريك إلى مؤتمر في قرطاج عام 484 ثم نفاه.